# Kump
Kump je priimek več znanih Slovencev:
- Bojka Kump, agronomka, molekularna genetičarka
- Ciril Kump (1923 - ?), salezijanec, izseljenski duhovnik v Argentini in na KOroškem
- Leopoldina Kump (? - 1966), učiteljica
- Marija Kump (1915—1985), agronomka (Zagreb)
- Marijan Kump (? - 1975), gradbenik,
- Marko Kump (*1988), kolesar
- Pavle Kump slikar
- Peter Kump (*1937),  jedrski? fizik
- Robert Kump, smučarski učitelj
- Saša Kump (1924—1992), scenograf, oblikovalec lutk in lutkovni režiser
- Sonja Kump (*1951), sociologinja, pedagoginja, andragoginja, univ. prof.